# Forever and Counting
Forever and Counting is het derde studioalbum van de Amerikaanse punkband Hot Water Music en werd uitgebracht in 1997 door Doghouse Records. Voor de uitgave van het album veranderde de band kort van naam naar The Hot Water Music Band. De reden voor deze naamsverandering was de claim van Elektra Records op de naam Hot Water Music, het label had namelijk een band met dezelfde naam op het roster. De band op Elektra ging echter uit elkaar en Hot Water Music kon onder haar eigen naam verdergaan.

## Nummers
1. "Translocation" - 3:21
2. "Better Sense" - 3:12
3. "Just Don't Say You Lost It" - 3:10
4. "Position" - 3:56
5. "Rest Assured" - 4:07
6. "Manual" - 5:08
7. "Minno" - 3:53
8. "Three Summers Strong" - 4:13
9. "Man the Change" - 2:33
10. "Western Grace" - 4:17